# Tušice
Tušice (wym. /tuʃit͡sɛ/) – wieś (obec) na Słowacji położona w kraju koszyckim, w powiecie Michalovce. Pierwsze wzmianki o miejscowości pochodzą z roku 1221.

## Populacja
Według danych z dnia 31 grudnia 2016 roku, wieś zamieszkiwało 688 osób, w tym 368 kobiet i 320 mężczyzn.

## Narodowości i grupy etniczne w mieście
W 2001 roku rozkład populacji względem narodowości i przynależności etnicznej wyglądał następująco:
- Słowacy – 93,54%
- Czesi – 0,42%
- Romowie – 5,48%
- Ukraińcy – 0,14%

## Religia
Ze względu na wyznawaną religię struktura mieszkańców kształtowała się w 2001 roku następująco:
- Katolicy rzymscy – 38,76%
- Grekokatolicy – 5,62%
- Ewangelicy – 1,54%[a]
- Prawosławni – 0,14%
- Ateiści – 1,12%
- Nie podano – 0,84%